# Шанвальд
Шанвальд (нем. Schaanwald) — деревня в Лихтенштейне в муниципалитете Маурен, расположенная на севере страны, на границе с Австрией.
Деревня расположена на северо-восточной границе страны, поблизости от австрийского города Фельдкирх. Через неё проходит дорога, соединяющая Фельдкирх и швейцарский город Букс, проходящая через коммуну Шан. Ближайшие населённые пункты: Маурен, Фельдкирх и Нендельн.
Кроме автомобильной, через деревню проходит железная дорога, имеющая здесь маленькую станцию. Пересечение дорог организовано в виде мостов, как железнодорожных, так и автомобильных. Сама деревня находится на юго-восток от дорог. 
Высоты до 500 метров над уровнем моря (в юго-восточной части деревни).
На территории деревни 3 автобусные остановки: «Schaanwald, Zollamt» (у границы) , «Schaanwald, Zuschg» (рядом со станцией) и «Schaanwald, Waldstrasse». Автобусы ходят с 6 до 23 часов, раз в полчаса..
В деревне находятся транспортная компания SLT Speditions Anstalt и офис компании Kaiser AG Fahrzeugwerk — производителя мобильных шагающих экскаваторов и техники для работы с канализацией.
На границе расположен таможенный пункт.

## Галерея

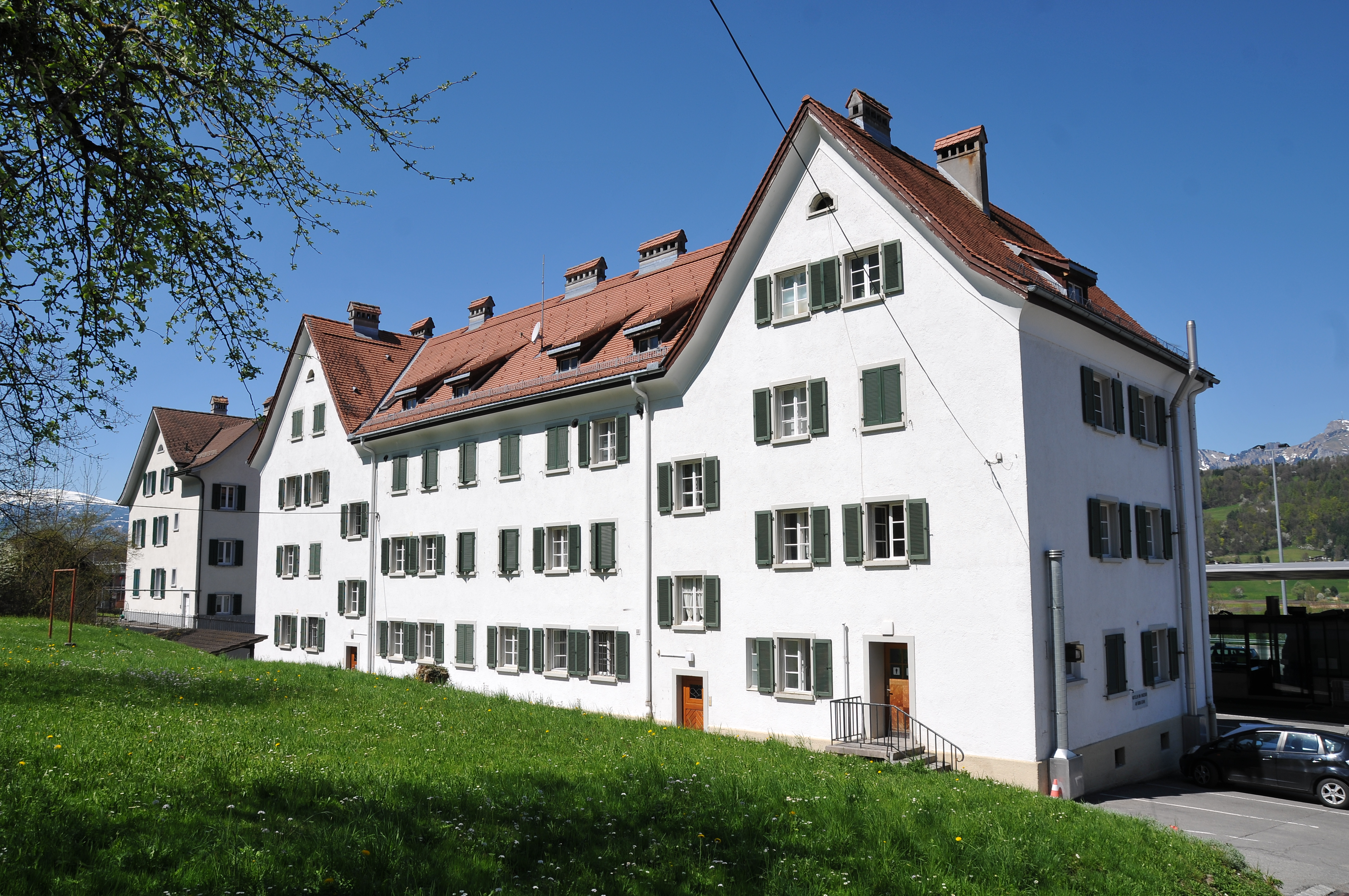
Здание таможни
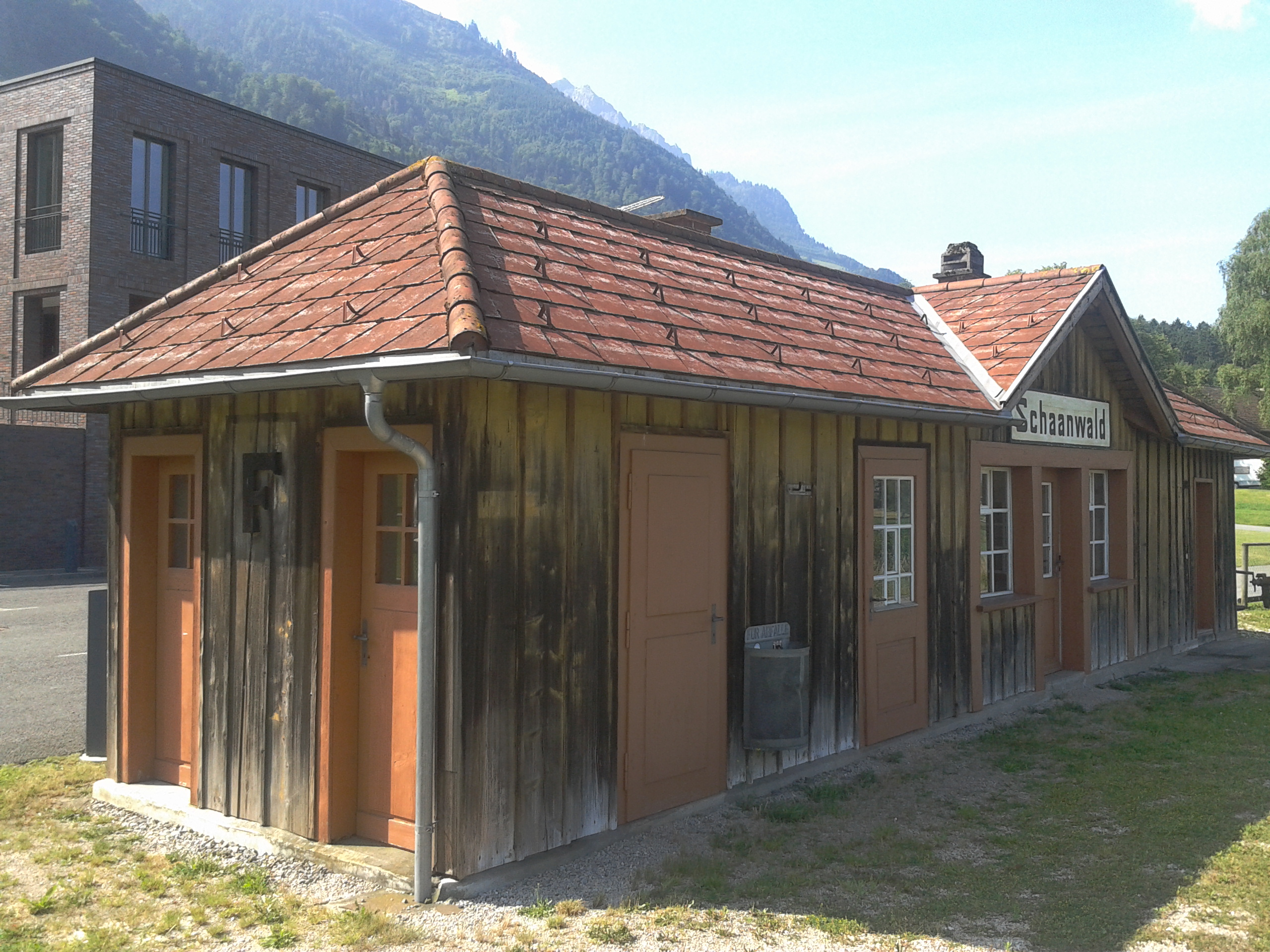
Железнодорожная станция
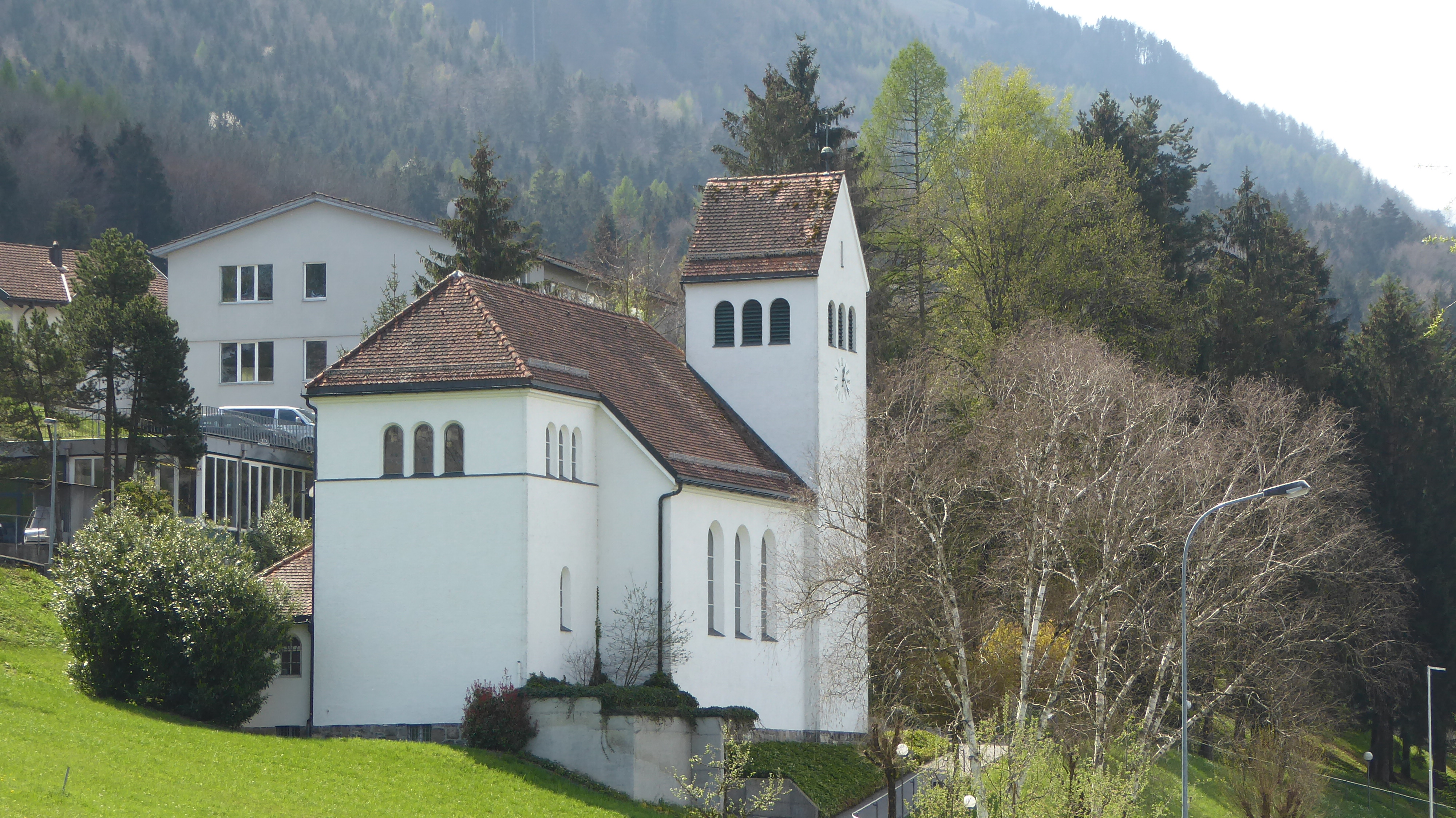
Часовня святой Терезы из Лизьё